# Pycnoplinthopsis
Pycnoplinthopsis é um género botânico pertencente à família Brassicaceae.